# Loxilobus prominenoculus
Loxilobus prominenoculus är en insektsart som beskrevs av Zheng, Z. och T. Li 2001. Loxilobus prominenoculus ingår i släktet Loxilobus och familjen torngräshoppor. Inga underarter finns listade i Catalogue of Life.